# Frankfurter Rundschau
Frankfurter Rundschau er en tysk avis, der er udkommet siden 1. august 1945 med et nuværende dagligt oplag på ca. 180.000.
I 2003 kom avisen i økonomiske vanskeligheder, men ved hjælp af kraftige besparelser – ikke mindst på medarbejderstaben, der er blevet reduceret fra 1700 til 750 over de sidste tre år – har man nu redet stormen af.
Avisens hårdeste konkurrent er så ubetinget Frankfurter Allgemeine Zeitung.